# Östersjön (Ockelbo socken, Gästrikland)
Östersjön är en sjö i Ockelbo kommun i Gästrikland och ingår i Testeboåns huvudavrinningsområde. Sjön har en area på 1,64 kvadratkilometer och ligger 75 meter över havet.

## Delavrinningsområde
Östersjön ingår i det delavrinningsområde (675252-155221) som SMHI kallar för Utloppet av Östersjön. Medelhöjden är 79 meter över havet och ytan är 5,52 kvadratkilometer. Räknas de 173 avrinningsområdena uppströms in blir den ackumulerade arean 982,72 kvadratkilometer. Avrinningsområdets utflöde Testeboån (Grannäsån) mynnar i havet. Avrinningsområdet består mestadels av skog (19 procent), öppen mark (15 procent) och jordbruk (31 procent). Avrinningsområdet har 1,64 kvadratkilometer vattenytor vilket ger det en sjöprocent på 29,7 procent. Bebyggelsen i området täcker en yta av 0,05 kvadratkilometer eller 1 procent av avrinningsområdet.